# Олерон
Олерон (фр. Île d'Oléron ) — остров в Бискайском заливе Атлантического океана. Находится у западного побережья Франции к югу от Ла-Рошели и к северу от эстуария Жиронда.

## География
Остров вытянут с северо-запада на юго-восток примерно на 30 км и имеет среднюю ширину 6 км. Площадь составляет примерно 174 км². Если не учитывать заморские территории, то это второй по величине остров Франции после Корсики. Совместно с островом Ре ограждает залив Пертюи д'Антиош, в котором расположены остров Иль-д'Экс и несколько фортов.
Население острова насчитывает около 21 871 человек (по данным 2010 г). Остров соединён с материком мостом длиной 3021 м, строительство которого завершилось 19 марта 1966 года.

## Административное деление
Остров входит в департамент Приморская Шаранта, в состав округа Рошфор, и разделён на два кантона: Ле-Шато-д’Олерон (южная часть) и Сен-Пьер-д’Олерон (северная часть).

### Коммуны
Ле-Шато-д’Олерон:
- Долю-д’Олерон — население 3145 чел.
- Ле-Шато-д’Олерон — население 3884 чел.
- Ле-Гран-Виллаж-Плаж — население 970 чел.
- Сен-Трожан-ле-Бен — население 1486 чел.

Сен-Пьер-д’Олерон:
- Ла-Бре-ле-Бен — население 742 чел.
- Сен-Дени-д’Олерон — население 1172 чел.
- Сен-Жорж-д’Олерон — население 3415 чел.
- Сен-Пьер-д’Олерон — население 6177 чел.

## Экономика
Пьер Лоти прозвал остров «светящимся» благодаря большому количеству солнечных дней в году. Это популярное место во Франции для туристических поездок в течение летних месяцев.
У берегов острова традиционно разводят устриц. Подробнее об устричном промысле см. статью Марен-Олерон.